# Eryphanis costaricensis
Eryphanis costaricensis är en fjärilsart som beskrevs av Embrik Strand 1916. Eryphanis costaricensis ingår i släktet Eryphanis och familjen praktfjärilar. Inga underarter finns listade i Catalogue of Life.